# Eiffage Énergie Systèmes
Eiffage Énergie Systèmes, est la branche Énergie du groupe Eiffage, troisième groupe de BTP et concessions français.

## Présentation
Eiffage Énergie Systèmes conçoit, réalise et exploite des réseaux et systèmes d'énergie et d'information, à destination des collectivités, de l’industrie et du tertiaire.
Spécialisé dans le génie électrique, le génie climatique, le génie mécanique et les télécommunications, de la conception à l’exploitation-maintenance, la branche Énergie du groupe Eiffage compte près de 27 000 collaborateurs et a réalisé un chiffre d’affaires de 4,5 milliards d’euros en 2019.

## Organisation
Implanté majoritairement en France,,,,, Eiffage Énergie Systèmes est également présent en Allemagne, en Belgique, en Espagne, en Italie, au Portugal et en Amérique Latine. Depuis plus de trente ans, Eiffage Énergie Systèmes développe ses activités à l’international, notamment en Afrique.